# Lasmigona
Lasmigona é um género de bivalve da família Unionidae.
Este género contém as seguintes espécies:
- Lasmigona compressa
- Lasmigona decorata
- Lasmigona holstonia
- Lasmigona subviridis